# Ій
Ій (рос. Ий) — сільське поселення (сумон), яке входить до складу Тоджинського кожууна Республіки Тива Російської Федерації. Адміністративним центром є село Ій.

## Населення
Населення сумона станом на 1 січня року
| Рік    | 2011 | 2012 | 2013 | 2014 | 2015 |
| ------ | ---- | ---- | ---- | ---- | ---- |
| Насел. | 1281 | 1283 | 1307 | 1317 | 1341 |